# Wayne Kemp
Wayne Kemp (11 de junio de 1940 – 9 de marzo de 2015) fue un cantante y compositor de música country estadounidense.

## Biografía
Kemp nació en Greenwood, Arkansas, y creció en Muldrow, Oklahoma. Grabó entre 1964 y 1986 para los sellos discográficos JAB Records, Decca, MCA, United Artists, Mercury y Door Knob Records. Veintidós de sus sencillos entraron en la lista Hot Country Songs. Su mayor éxito lo consiguió con "Honky Tonk  Wine," que alcanzó el puesto 17 en 1973. La canción se incluyó en el álbum, Kentucky Sunshine, que llegó al número 25 del Top Country Albums.
Escribió numerosas canciones para otros artistas entre las que destacan "Love Bug" para George Jones y "One Piece at a Time" para Johnny Cash. Ricky Van Shelton publicó una versión del tema "I'll Leave This World Loving You" y Emmylou Harris de "Feelin' Single - Seein' Double" que se convirtió en uno de sus temas más conocidos.
Kemp falleció el 9 de marzo de 2015 en el Macon County General Hospital de Lafayette, Tennessee, a la edad de 74 años. En 1999 fue ncluido en el Salón de la Fama de Compositores de Nashville.

## Discografía

### Álbumes
| Año  | Título                                                                | Posicionamiento en listas |
| Año  | Título                                                                | US Country                |
| ---- | --------------------------------------------------------------------- | ------------------------- |
| 1971 | Wayne Kemp - Release date: August 1971 - Label: Decca Records         | —                         |
| 1974 | Kentucky Sunshine - Release date: 1974 - Label: MCA Records           | 25                        |
| 1983 | Country Past, Present, Future - Release date: 1983 - Label: Door Knob | —                         |

### Sencillos
| Año  | Título                                          | Posicionamiento en listas | Posicionamiento en listas | Álbum                         |
| Año  | Título                                          | US Country                | CAN Country               | Álbum                         |
| ---- | ----------------------------------------------- | ------------------------- | ------------------------- | ----------------------------- |
| 1967 | "Babblin Incoherently"                          |                           | —                         |                               |
| 1967 | "The Image Of Me"                               |                           | —                         |                               |
| 1969 | "Won't You Come Home (And Talk to a Stranger)"  | 61                        | —                         | Wayne Kemp                    |
| 1969 | "Bar Room Habits"                               | 73                        | —                         | Wayne Kemp                    |
| 1971 | "Who'll Turn Out the Lights"                    | 57                        | —                         | Wayne Kemp                    |
| 1971 | "Award to an Angel"                             | 52                        | —                         | Wayne Kemp                    |
| 1971 | "Did We Have to Come This Far (To Say Goodbye)" | 72                        | —                         | non-album single              |
| 1972 | "Darlin'"                                       | 53                        | —                         | Kentucky Sunshine             |
| 1973 | "Honky Tonk Wine"                               | 17                        | 13                        | Kentucky Sunshine             |
| 1973 | "Kentucky Sunshine"                             | 53                        | —                         | Kentucky Sunshine             |
| 1974 | "Listen"                                        | 32                        | 94                        | Kentucky Sunshine             |
| 1974 | "Harlan County"                                 | 57                        | —                         | non-album singles             |
| 1976 | "Waiting for the Tables to Turn"                | 72                        | —                         | non-album singles             |
| 1976 | "I Should Have Watched That First Step"         | 71                        | —                         | non-album singles             |
| 1977 | "Leona Don't Live Here Anymore"                 | 91                        | —                         | non-album singles             |
| 1977 | "I Love It (When You Love All Over Me)"         | 76                        | —                         | non-album singles             |
| 1980 | "Love Goes to Hell When It Dies"                | 62                        | —                         | non-album singles             |
| 1980 | "I'll Leave This World Loving You"              | 47                        | —                         | non-album singles             |
| 1981 | "Your Wife Is Cheatin' on Us Again"             | 35                        | —                         | non-album singles             |
| 1981 | "Just Got Back from No Man's Land"              | 46                        | —                         | non-album singles             |
| 1981 | "Why Am I Doing Without"                        | 75                        | —                         | non-album singles             |
| 1982 | "Sloe Gin and Fast Women"                       | 78                        | —                         | non-album singles             |
| 1982 | "She Only Meant to Use Him"                     | 64                        | —                         | non-album singles             |
| 1983 | "Don't Send Me No Angels"                       | 55                        | —                         | Country Past, Present, Future |
| 1984 | "I've Always Wanted To"                         | 75                        | —                         | Country Past, Present, Future |
| 1986 | "Red Neck and Over Thirty" (with Bobby G. Rice) | 70                        | —                         | non-album single              |